# رایان ادموندسون

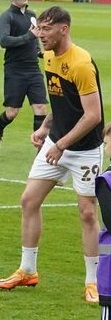
رایان ادموندسون - ۲۰۲۲

رایان ادموندسون (انگلیسی: Ryan Edmondson؛ زادهٔ ۲۰ مهٔ ۲۰۰۱) بازیکن فوتبال اهل بریتانیا است.
از باشگاه‌هایی که در آن بازی کرده‌است می‌توان به باشگاه فوتبال یورک سیتی، باشگاه فوتبال لیدز یونایتد، باشگاه فوتبال آبردین، باشگاه فوتبال فلیتوود، و باشگاه فوتبال نورث‌همپتون تاون اشاره کرد.
وی همچنین در تیم ملی فوتبال زیر ۱۹ سال انگلستان بازی کرده‌است.